# Nati nel 1805
| Questa pagina contiene informazioni ricavate automaticamente dalle voci biografiche con l'ausilio del template Bio e di un bot. L'aggiornamento è periodico e automatico e ricostruisce completamente la pagina. Se manca una persona in questa lista, sei pregato di non aggiungerla, ma accertati piuttosto che la sua voce biografica contenga il template Bio e che i dati anagrafici siano correttamente compilati. Se il template Bio manca, inseriscilo tu stesso o, in alternativa, metti l'avviso {{tmp\|Bio}} che ne segnala la mancanza. Se i dati riportati sono sbagliati, correggi direttamente la voce biografica; le modifiche saranno visibili in questa lista entro pochi giorni. Per chiarimenti vedi il progetto biografie. La lista contiene solo le 307 persone che sono citate nell'enciclopedia e per le quali è stato implementato correttamente il template Bio. Pagina aggiornata al 10 ago 2025. |

## Gennaio(18)
- 5 gennaio - Galeazzo Frigerio, militare e geografo italiano († 1891)
- 6 gennaio - Vittoria Caldoni, modella italiana
- 6 gennaio - Charles J. Jenkins, politico statunitense († 1883)
- 8 gennaio - John Bigler, politico, diplomatico e avvocato statunitense († 1871)
- 9 gennaio - Daniel Fawcett Tiemann, politico statunitense († 1899)
- 11 gennaio - Johann Nepomuk Geiger, pittore e disegnatore austriaco († 1880)
- 13 gennaio - José Domingo Costa y Borrás, arcivescovo cattolico spagnolo († 1864)
- 15 gennaio - Louise Bertin, compositrice e poetessa francese († 1877)
- 19 gennaio - Luigi Bolmida, banchiere, imprenditore e politico italiano († 1856)
- 20 gennaio - Jessie Mann, fotografa scozzese († 1867)
- 23 gennaio - Tommaso Vallauri, filologo classico, latinista e politico italiano († 1897)
- 27 gennaio - Maria Anna di Baviera, principessa († 1877)
- 27 gennaio - Samuel Palmer, pittore britannico († 1881)
- 27 gennaio - Sofia di Baviera, tedesca († 1872)
- 28 gennaio - Santo Garovaglio, botanico e politico italiano († 1882)
- 29 gennaio - Eugénie de Guérin, scrittrice francese († 1848)
- 30 gennaio - Pietro Rota, arcivescovo cattolico italiano († 1890)
- 30 gennaio - Philip Stanhope, V conte Stanhope, politico e storico inglese († 1875)

## Febbraio(25)
- 1º febbraio - Teresa Couderc, religiosa francese († 1885)
- 1º febbraio - Samuel Earnshaw, matematico, fisico e religioso inglese († 1888)
- 3 febbraio - Samuel Ryan Curtis, generale statunitense († 1866)
- 4 febbraio - William Harrison Ainsworth, scrittore e giornalista inglese († 1882)
- 4 febbraio - Maria De Mattias, religiosa italiana († 1866)
- 8 febbraio - Auguste Blanqui, rivoluzionario, attivista e politico francese († 1881)
- 8 febbraio - Kuriakose Elias Chavara, presbitero e santo indiano († 1871)
- 8 febbraio - Giuseppe Lauria, magistrato e politico italiano († 1879)
- 13 febbraio - Peter Gustav Lejeune Dirichlet, matematico tedesco († 1859)
- 13 febbraio - David Dudley-Field, avvocato statunitense († 1894)
- 17 febbraio - Giuseppe Cadolini, ingegnere e traduttore italiano († 1858)
- 19 febbraio - Luigi Melegari, politico, diplomatico e giurista italiano († 1881)
- 20 febbraio - Michele Alberto Bancalari, fisico italiano († 1864)
- 20 febbraio - Angelina Grimké, attivista statunitense († 1879)
- 21 febbraio - Timotei Cipariu, glottologo, filologo e teologo rumeno († 1887)
- 21 febbraio - Theodor Hartig, botanico e zoologo tedesco († 1880)
- 22 febbraio - Sarah Flower Adams, poetessa britannica († 1848)
- 22 febbraio - Amalia Carlotta di Svezia, principessa svedese († 1853)
- 24 febbraio - Jules-Édouard Alboize de Pujol, drammaturgo, librettista e storico francese († 1854)
- 24 febbraio - Jules Victor Génisson, pittore belga († 1860)
- 24 febbraio - Giovanni Battista Piazzoni, imprenditore e politico italiano († 1881)
- 25 febbraio - Benedetto Servolini, pittore italiano († 1879)
- 26 febbraio - Malika Jahan Khanum, sovrana persiana († 1873)
- 28 febbraio - Massimiliano Bocchiardo di San Vitale, generale italiano († 1856)
- 28 febbraio - Anton Fahne, storico e scrittore tedesco († 1883)

## Marzo(15)
- 1º marzo - Augustus FitzClarence, nobile e religioso inglese († 1854)
- 2 marzo - Alessandro Carlo di Anhalt-Bernburg, nobile († 1863)
- 3 marzo - Eugène Stanislas Alexandre Bléry, incisore e disegnatore francese († 1887)
- 3 marzo - Jonas Furrer, politico, avvocato e giurista svizzero († 1861)
- 6 marzo - Alexandre Desgoffe, pittore francese († 1882)
- 10 marzo - Joseph Gratry, scrittore, teologo e presbitero francese († 1872)
- 14 marzo - Eduard Clam-Gallas, militare austriaco († 1891)
- 17 marzo - Manuel García, baritono spagnolo († 1906)
- 18 marzo - Carl Nebel, ingegnere, architetto e disegnatore tedesco († 1855)
- 22 marzo - Franz Ferdinand Benary, orientalista tedesco († 1880)
- 26 marzo - Şirəli Müslümov, centenario azero († 1973)
- 27 marzo - Louis Adolphe Bonard, ammiraglio francese († 1867)
- 29 marzo - Boleslav Stanislavovič Potocki, nobile e politico russo († 1893)
- 29 marzo - Eugène Schneider, imprenditore e politico francese († 1875)
- 30 marzo - Samuele Alatri, imprenditore, patriota e politico italiano († 1889)

## Aprile(23)
- 2 aprile - Hans Christian Andersen, scrittore e poeta danese († 1875)
- 4 aprile - Prosper Guéranger, presbitero e abate francese († 1875)
- 5 aprile - Pietro De Rossi di Santarosa, avvocato, politico e scrittore italiano († 1850)
- 5 aprile - Francesco Franchini, patriota e politico italiano († 1875)
- 6 aprile - Gaetano De Troia, avvocato e politico italiano († 1874)
- 7 aprile - Francis W. Pickens, politico e diplomatico statunitense († 1869)
- 10 aprile - Eduard Daege, pittore prussiano († 1883)
- 12 aprile - Emmanuel-Jean-François Verrolles, missionario e vescovo cattolico francese († 1878)
- 14 aprile - William H. Willson, esploratore e missionario statunitense († 1856)
- 18 aprile - Giuseppe De Notaris, botanico italiano († 1877)
- 18 aprile - Giovanni Rajberti, poeta e chirurgo italiano († 1861)
- 19 aprile - Giuseppe Grixoni, politico italiano († 1884)
- 20 aprile - Léon-Lévy Brunswick, commediografo e librettista francese († 1859)
- 20 aprile - Michele Giacchi, avvocato, magistrato e politico italiano († 1892)
- 20 aprile - Franz Xaver Winterhalter, pittore e litografo tedesco († 1873)
- 21 aprile - James Martineau, filosofo e teologo britannico († 1900)
- 21 aprile - Carl Joseph Napoleon Balling, chimico boemo († 1868)
- 22 aprile - Eugène Devéria, pittore francese († 1865)
- 23 aprile - Augustus Addison Gould, medico e zoologo statunitense († 1866)
- 23 aprile - Johann Karl Friedrich Rosenkranz, filosofo tedesco († 1879)
- 29 aprile - Auguste Barbier, poeta, scrittore e librettista francese († 1882)
- 29 aprile - Johannes Albrecht Bernhard Dorn, orientalista tedesco († 1881)
- 30 aprile - Riccardo Sineo, politico italiano († 1876)

## Maggio(18)
- 1º maggio - Johann Jacoby, politico tedesco († 1877)
- 2 maggio - Leonardo Andervolti, patriota italiano († 1867)
- 2 maggio - Leonardo Vigo Fuccio, politico italiano († 1882)
- 6 maggio - Édouard Méry, ingegnere francese († 1866)
- 10 maggio - Alexander Carl Heinrich Braun, botanico tedesco († 1877)
- 10 maggio - Jan Ksawery Kaniewski, pittore polacco († 1867)
- 10 maggio - Natalis de Wailly, archivista, bibliotecario e storico francese († 1886)
- 11 maggio - Gaetano Tibaldi, avvocato, militare e patriota italiano († 1888)
- 12 maggio - Julius Fürst, orientalista tedesco († 1873)
- 13 maggio - Henriette Sontag, soprano e attrice teatrale tedesca († 1854)
- 14 maggio - Johan Peter Emilius Hartmann, compositore danese († 1900)
- 16 maggio - Alexander Burnes, esploratore, scrittore e militare scozzese († 1841)
- 19 maggio - Erastus Salisbury Field, pittore statunitense († 1900)
- 19 maggio - Francesco de Vico, gesuita e astronomo italiano († 1848)
- 20 maggio - Giuseppe Ponzi, geologo e politico italiano († 1885)
- 22 maggio - Giuseppe Valentinelli, bibliotecario e bibliografo italiano († 1874)
- 23 maggio - George Stanhope, VI conte di Chesterfield, nobile e politico inglese († 1866)
- 25 maggio - Georg Jelačić von Bužim, generale austriaco († 1901)

## Giugno(31)
- 5 giugno - Betty von Rothschild, filantropa austriaca († 1886)
- 7 giugno - Pauline Roland, attivista francese († 1852)
- 7 giugno - Luigi Ronzi, baritono e compositore italiano († 1875)
- 9 giugno - Johann Friedrich Klotzsch, farmacista e botanico tedesco († 1860)
- 10 giugno - Victor Baltard, architetto francese († 1874)
- 10 giugno - Antonio Maffei, storico e storico dell'arte italiano († 1891)
- 11 giugno - Franz Anton Marenzi von Tagliuno und Talgate, generale e geologo austriaco († 1886)
- 13 giugno - Johann Eduard Erdmann, filosofo tedesco († 1892)
- 14 giugno - Robert Anderson, generale statunitense († 1871)
- 14 giugno - John Frederick Lewis, pittore inglese († 1876)
- 14 giugno - Benildo Romançon, religioso francese († 1862)
- 15 giugno - John Martin Henni, arcivescovo cattolico svizzero († 1881)
- 19 giugno - Anna Maria Adorni, religiosa italiana († 1893)
- 21 giugno - Friedrich Curschmann, compositore tedesco († 1841)
- 22 giugno - Ida Hahn-Hahn, scrittrice tedesca († 1880)
- 22 giugno - Giuseppe Mazzini, patriota, politico e filosofo italiano († 1872)
- 22 giugno - Carl Oesterley, pittore e storico dell'arte tedesco († 1891)
- 22 giugno - Jacopo Ruffini, patriota italiano († 1833)
- 23 giugno - Friedrich Drake, scultore tedesco († 1882)
- 23 giugno - Pietro Fabris, politico italiano († 1878)
- 23 giugno - Federico Maria Zinelli, vescovo cattolico italiano († 1879)
- 24 giugno - Tito Cadolini, patriota e generale italiano († 1876)
- 24 giugno - Vincenzo Irelli, politico italiano († 1895)
- 25 giugno - Carlo Marsili, politico italiano († 1875)
- 27 giugno - Armand Joseph Bayard, ingegnere francese († 1875)
- 27 giugno - Francis William Newman, docente e scrittore britannico († 1897)
- 27 giugno - Henry Brewster Stanton, avvocato, giornalista e politico statunitense († 1887)
- 28 giugno - Napoléon Coste, compositore e chitarrista francese († 1883)
- 28 giugno - Adolph Schroedter, pittore tedesco († 1875)
- 30 giugno - Carl Heinrich Bipontinus Schultz, botanico e medico tedesco († 1867)
- 30 giugno - Rudolf Wagner, anatomista e fisiologo tedesco († 1864)

## Luglio(21)
- 2 luglio - Santiago Drake del Castillo, imprenditore, mercante e banchiere spagnolo († 1871)
- 3 luglio - Ferdinando Carbonai, medico italiano († 1855)
- 3 luglio - Jean-Baptiste Nothomb, politico e diplomatico belga († 1881)
- 4 luglio - Ludwig Karl Georg Pfeiffer, botanico e patologo tedesco († 1877)
- 5 luglio - Girolamo Napoleone Bonaparte, mercante statunitense († 1870)
- 5 luglio - Robert FitzRoy, navigatore, esploratore e meteorologo britannico († 1865)
- 5 luglio - William John Hamilton, geologo e archeologo inglese († 1867)
- 5 luglio - Victor de Tornaco, politico lussemburghese († 1875)
- 8 luglio - Samuel David Gross, chirurgo statunitense († 1884)
- 8 luglio - Luigi Ricci, compositore italiano († 1859)
- 9 luglio - József Szén, scacchista ungherese († 1857)
- 11 luglio - Giannantonio Arri, abate, bibliotecario e orientalista italiano († 1841)
- 12 luglio - Domenico Carafa della Spina di Traetto, cardinale e arcivescovo cattolico italiano († 1879)
- 17 luglio - Lodovico Altieri, cardinale italiano († 1867)
- 19 luglio - Domingo Elías, politico peruviano († 1867)
- 21 luglio - Frederik Storch, pittore danese († 1883)
- 26 luglio - Costantino Brumidi, pittore italiano († 1880)
- 27 luglio - Luigi Felice Rossi, compositore e critico musicale italiano († 1863)
- 28 luglio - Giuditta Grisi, mezzosoprano italiano († 1840)
- 29 luglio - Hiram Powers, scultore statunitense († 1873)
- 29 luglio - Alexis de Tocqueville, filosofo, politico e giurista francese († 1859)

## Agosto(27)
- 4 agosto - William Rowan Hamilton, matematico, fisico e astronomo irlandese († 1865)
- 4 agosto - Christoph Friedrich von Stälin, bibliotecario e storico tedesco († 1873)
- 5 agosto - Luigi Sacchi, fotografo italiano († 1861)
- 7 agosto - Gaetano Dura, pittore e litografo italiano († 1878)
- 8 agosto - Salvatore Murena, magistrato e politico italiano († 1867)
- 8 agosto - Friedrich Wasmann, pittore tedesco († 1886)
- 9 agosto - Joseph Locke, ingegnere inglese († 1860)
- 12 agosto - Giovanni Battista Cariolo, politico italiano († 1873)
- 12 agosto - Johann Karl Rodbertus, economista tedesco († 1875)
- 14 agosto - Francesco Arese Lucini, nobile e politico italiano († 1881)
- 15 agosto - Camillo Casati, politico, militare e nobile italiano († 1869)
- 15 agosto - Luigi Guglielmi, vescovo cattolico italiano († 1853)
- 16 agosto - Gaetano Cima, architetto italiano († 1878)
- 19 agosto - Jules Barthélemy-Saint-Hilaire, filosofo, giornalista e politico francese († 1895)
- 19 agosto - Josef Danhauser, pittore austriaco († 1845)
- 20 agosto - Charles Saubert de Larcy, politico francese († 1882)
- 21 agosto - August Bournonville, danzatore e coreografo danese († 1879)
- 21 agosto - Alfred François Nettement, scrittore francese († 1869)
- 21 agosto - Ludwig von Sztankovics, generale austriaco († 1868)
- 23 agosto - Frederick Grey, militare britannico († 1878)
- 24 agosto - Valentino Vignone, vescovo cattolico italiano († 1857)
- 25 agosto - Francesco De Lazara, nobile e politico italiano († 1866)
- 26 agosto - Francesco Costantino Marmocchi, geografo e patriota italiano († 1858)
- 28 agosto - Angelo Robino, arcivescovo cattolico italiano († 1868)
- 30 agosto - Luigi Manzini, pittore italiano († 1866)
- 30 agosto - Michael Sars, zoologo e biologo norvegese († 1869)
- 31 agosto - Samuel Leigh Sotheby, bibliografo britannico († 1861)

## Settembre(17)
- 2 settembre - Esteban Echeverría, poeta, scrittore e attivista argentino († 1851)
- 2 settembre - Matthias Hungerbühler, avvocato e politico svizzero († 1884)
- 7 settembre - Julie Dorus-Gras, soprano belga († 1896)
- 8 settembre - Alexis Canoz, missionario e vescovo cattolico francese († 1888)
- 10 settembre - Guillaume Geefs, scultore belga († 1883)
- 11 settembre - Kenneth Lewis Anderson, politico statunitense († 1845)
- 15 settembre - Charles Didier, scrittore, poeta e viaggiatore svizzero († 1864)
- 15 settembre - Paolo Fabrizi, medico e patriota italiano († 1859)
- 15 settembre - Giuseppe Robecchi, politico e presbitero italiano († 1874)
- 18 settembre - Francesco Carrara, giurista e politico italiano († 1888)
- 19 settembre - John Stevens Cabot Abbott, scrittore e storico statunitense († 1877)
- 20 settembre - Filippo Civinini, medico e anatomista italiano († 1844)
- 20 settembre - Livio Odescalchi, V principe Odescalchi, nobile italiano († 1885)
- 25 settembre - Emil Gottlieb Friedländer, storico e numismatico tedesco († 1878)
- 26 settembre - Dmitrij Vladimirovič Venevitinov, poeta e scrittore russo († 1827)
- 27 settembre - François Briatte, politico svizzero († 1877)
- 30 settembre - Samuel P. Heintzelman, generale statunitense († 1880)

## Ottobre(20)
- 1º ottobre - Gregorio Misarti, drammaturgo e giornalista italiano († 1876)
- 2 ottobre - William Cunningham, teologo scozzese († 1861)
- 4 ottobre - Francesco Di Giovanni, politico italiano († 1889)
- 4 ottobre - Julien de Mallian, drammaturgo francese († 1851)
- 7 ottobre - Nicola Jelardi, patriota e politico italiano († 1886)
- 8 ottobre - Alfred Armand, architetto e numismatico francese († 1888)
- 8 ottobre - Alessandro Calandrelli, politico e militare italiano († 1888)
- 11 ottobre - Gustav Struve, rivoluzionario, politico e scrittore tedesco († 1870)
- 11 ottobre - Carlo Antonio Venturi, micologo italiano († 1864)
- 12 ottobre - Georges Eugène Blanchard, generale francese († 1876)
- 15 ottobre - Khačatur Abovjan, scrittore armeno († 1848)
- 15 ottobre - Wilhelm von Kaulbach, pittore tedesco († 1874)
- 20 ottobre - Gabriel Bibron, zoologo francese († 1848)
- 20 ottobre - Leopoldo Pilla, geologo e politico italiano († 1848)
- 21 ottobre - Albert Denison, I barone Londesborough, politico, diplomatico e numismatico britannico († 1860)
- 23 ottobre - Luigia Pascoli, pittrice italiana († 1882)
- 23 ottobre - Adalbert Stifter, scrittore, pittore e pedagogo austriaco († 1868)
- 25 ottobre - Charles Christofle, orafo e imprenditore francese († 1863)
- 25 ottobre - Andrew H. Mickle, politico statunitense († 1863)
- 28 ottobre - Antonio Saverio De Luca, cardinale e arcivescovo cattolico italiano († 1883)

## Novembre(22)
- 1º novembre - Alessandro Nini, compositore italiano († 1880)
- 3 novembre - Rinaldo Ticci, compositore italiano († 1883)
- 7 novembre - Charles Howard, XVII conte di Suffolk, nobile e politico britannico († 1876)
- 9 novembre - Harriot Kezia Hunt, medico, docente e attivista statunitense († 1875)
- 9 novembre - Karl Gustav Mitscherlich, farmacologo tedesco († 1871)
- 12 novembre - Adolphe Billault, politico e avvocato francese († 1863)
- 13 novembre - Eugène Rousseau, scacchista francese († 1870)
- 14 novembre - Fanny Mendelssohn, pianista e compositrice tedesca († 1847)
- 14 novembre - Giuseppe Pietrocola, anatomista, chirurgo e politico italiano († 1889)
- 15 novembre - Giovanni Tarantini, presbitero e archeologo italiano († 1889)
- 19 novembre - Édouard Drouyn de Lhuys, politico francese († 1881)
- 19 novembre - Ferdinand de Lesseps, diplomatico e imprenditore francese († 1894)
- 21 novembre - Mariano Benito Barrio Fernández, cardinale spagnolo († 1876)
- 21 novembre - Johannes Classen, filologo classico e educatore tedesco († 1891)
- 21 novembre - Ludwig von Fischer, avvocato e politico svizzero († 1884)
- 21 novembre - Carlo Luigi Morichini, cardinale e arcivescovo cattolico italiano († 1879)
- 23 novembre - Mary Seacole, imprenditrice e infermiera giamaicana († 1881)
- 25 novembre - William Ballard Preston, politico statunitense († 1862)
- 28 novembre - John Lloyd Stephens, esploratore, scrittore e diplomatico statunitense († 1852)
- 29 novembre - Friedrich Kasiski, crittografo, militare e archeologo tedesco († 1881)
- 29 novembre - Giovanni Siotto Pintor, politico, avvocato e magistrato italiano († 1882)
- 30 novembre - George François Reuter, botanico francese († 1872)

## Dicembre(27)
- 2 dicembre - Vito Beltrani, giornalista e politico italiano († 1884)
- 2 dicembre - William Thompson, naturalista irlandese († 1852)
- 3 dicembre - Jean-François de Rolland de Villard-Sallet, nobile e generale italiano († 1887)
- 7 dicembre - Jean Eugène Robert-Houdin, illusionista francese († 1871)
- 8 dicembre - Lorenzo Cobianchi, imprenditore e politico italiano († 1881)
- 9 dicembre - Tomás Villalba, politico uruguaiano († 1886)
- 10 dicembre - Karl Ferdinand Sohn, pittore e docente tedesco († 1867)
- 12 dicembre - William Lloyd Garrison, giornalista statunitense († 1879)
- 13 dicembre - Gherardo Freschi, agronomo e patriota italiano († 1883)
- 13 dicembre - Johann von Lamont, astronomo scozzese († 1879)
- 16 dicembre - Isidore Geoffroy Saint-Hilaire, zoologo francese († 1861)
- 17 dicembre - Charles François Xavier d'Autemarre d'Erville, militare francese († 1891)
- 18 dicembre - Adolphe Dumas, poeta, scrittore e drammaturgo francese († 1861)
- 18 dicembre - Aurèle Robert, pittore svizzero († 1871)
- 21 dicembre - Thomas Graham, chimico scozzese († 1869)
- 21 dicembre - Leopardo Martinengo, politico e patriota italiano († 1884)
- 21 dicembre - Domenico Serra, politico italiano († 1879)
- 21 dicembre - Saverio Francesco Vegezzi, avvocato e politico italiano († 1888)
- 22 dicembre - John Obadiah Westwood, entomologo e archeologo britannico († 1893)
- 23 dicembre - Joseph Smith, predicatore e religioso statunitense († 1844)
- 24 dicembre - Sebastian Lee, violoncellista, compositore e insegnante tedesco († 1887)
- 28 dicembre - Innocenzo Fraccaroli, scultore italiano († 1882)
- 28 dicembre - Gottlieb Jäger, giurista, giudice e politico svizzero († 1891)
- 29 dicembre - Filippo Tacconi, drammaturgo e attore teatrale italiano († 1870)
- 30 dicembre - Frederick Smith, entomologo britannico († 1879)
- 31 dicembre - Marie d'Agoult, scrittrice francese († 1876)
- 31 dicembre - Jeanne Deroin, giornalista e attivista francese († 1894)

## Senza giorno specificato(43)
- Placido Acquacotta, abate italiano († 1881)
- Mastura Ardalan, poetessa, scrittrice e storica curda († 1848)
- Federico Basso Della Rovere, generale italiano († 1865)
- Giuseppe Bogliani, scultore italiano († 1881)
- George Buist, giornalista e scienziato scozzese († 1860)
- Franz Burdina von Löwenkampf, generale austriaco († 1859)
- Giovanni Battista Cavallera, politico italiano († 1850)
- Charles Elmé Francatelli, cuoco britannico († 1876)
- Giovanni Cherubini, architetto italiano († 1882)
- Charles-Edmond-Henri de Coussemaker, giurista, musicologo e etnologo francese († 1876)
- José Bernardo de Figueiredo, medico e diplomatico brasiliano († 1887)
- Floriana Foscolo, inglese
- Gustavo Camillo Galletti, editore italiano († 1868)
- Angelo Gatti Grami, patriota italiano († 1863)
- Carlo Gerosa, pittore italiano († 1878)
- Georg Gottfried Gervinus, politico e storico tedesco († 1871)
- Virgil von Helmreichen zu Brunnfeld, esploratore e geologo austriaco († 1852)
- Ana Ipătescu, rivoluzionaria rumena († 1875)
- Charles Thomas Jackson, chimico statunitense († 1880)
- Sarah Yorke Jackson, politica statunitense († 1887)
- Alibek Khiriyasul, militare († 1839)
- Heinrich Kurz, filologo, sinologo e storico della letteratura tedesco († 1873)
- Henry Lark Pratt, pittore inglese († 1873)
- Luigi Lomellini, patriota italiano († 1883)
- Cesare Maffei, pittore italiano
- Otto Theodor von Manteuffel, politico prussiano († 1882)
- Marco Aurelio Marliani, musicista, compositore e patriota italiano († 1849)
- Adolphe Montigny, attore teatrale, drammaturgo e direttore teatrale francese († 1880)
- Giovanni Nuvolari, patriota italiano († 1894)
- George Opdyke, politico statunitense († 1880)
- Luigi Parola, politico italiano († 1871)
- Wenceslao Paunero, generale e politico argentino († 1871)
- Gian Jacopo Pezzi, giornalista, scrittore e critico musicale italiano († 1869)
- Carolina Primodì, pittrice italiana († 1860)
- Christian Ruben, pittore tedesco († 1875)
- Anton von Schmerling, politico austriaco († 1893)
- Adolf Schöll, filologo classico tedesco († 1882)
- Josef Škoda, medico ceco († 1881)
- Giuseppe Soldini, giurista e politico italiano
- Johann Heinrich Strack, architetto tedesco († 1880)
- Elizabeth Twining, illustratrice britannica († 1889)
- Illarion Illarionovič Vasil'čikov, nobile e ufficiale russo († 1862)
- Lucien Vidi, inventore francese († 1866)